# Щенячий патруль у кіно
Щенячий патруль: у кіно  (англ. Paw Patrol:The Movie) — канадський комп'ютерний анімаційний комедійний мультфільм 2021 року, оснований на телесеріалі Кіта Чепмана. Продюсером фільму виступила компанія Spin Master Entertainment, яка займається виготовленням іграшок, а анімацію надала Mikros Image. Режисером фільму став Кел Брункер, який разом із Біллі Фроліком і Бобом Барленом написав сценарій за оповіданням Фроліка. Це перший із кількох запланованих фільмів, знятих під прапором Spin Master Entertainment. У фільмі Райдера та щенят викликають у місто Пригод, щоб не дати меру Гамдінґеру перетворити гамірне місто у стан хаосу.

## Сюжет
Водій-далекобійник який перевозив цистерну з кленовим сиропом, потрапляє в аварію біля Бухти Пригод і звисає з моста. Капітан Палтус який був біля місця ДТП викликає «Щенячий патруль», який рятує і водія, і вантаж. Тимчасом в сусідньому мегаполісі — Місті Пригод проходять вибори мера, в якому перемагає Мер Гамдінґер (як єдиний кандидат у виборах). Це не подобається таксі Ліберті, яка чула про його недобре минуле, та й те що він не любить собак. Через це вона телефоном просить допомоги у «Щенячого патруля», на що Райдер погоджується допомогти. Проте Гонщик відмовляється повертатися до Міста Пригод, через те що його покинули ще малим, аж поки його не забрав із собою Райдер. Проте Райдер вмовляє Гонщика поїхати в Місто Пригод.

## Український дубляж
- Райдер — Дем'ян Шиян
- Гончик — Олена Яблочна
- Ліберті — Вероніка Лук'яненко
- Мер Гамдінґер — Анатолій Зіновенко
- Роккі — Катерина Буцька
- Кремез — Катерина Брайковська
- Маршал — Лілія Цвєлікова
- Зума — Наталія Романько
- Скай — Єлизавета Зіновенко
- Буч — Євген Гашенко
- Рубен — Олександр Бережок
- Марті Викривач — Єгор Гордєєв
- Делорес — Олександра Пустовіт
- Диктор — Андрій Твердак

- А також: Ольга Радчук, В'ячеслав Дудко, Олег Лепенець, Володимир Канівець, Юлія Шаповал, Олександр Чернов, Катерина Качан, Анна Павленко, Михайло Кришталь, Катерина Наземцева, Дмитро Завадський, Катерина Трубенок, Роман Солошенко, Володимир Трач, Євген Локтіонов, Павло Скороходько і Дарій Канівець.

Фільм дубльовано студією «Postmodern» у 2021 році.
- Режисерка дубляжу — Катерина Брайковська
- Музична редакторка — Тетяна Піроженко
- Перекладачка — Катерина Щепковська
- Перекладачка пісень — Анна Пащенко